# Colette Kreder
Pour les articles homonymes, voir Kreder.
Colette Kreder, née James le 31 mars 1934 à Commer et morte le 14 octobre 2022 à Puteaux, est une entrepreneuse et féministe française. Elle est à l'origine de la création du réseau « Demain la Parité » et de l'association Femmes et sciences.

## Biographie
Fille d'un maréchal-ferrant et d'une commerçante, Colette Juliette Françoise James est élève de l'École polytechnique féminine (EPF), dont elle sort diplômée en 1957.

### Carrière professionnelle
Colette Kreder est alors recrutée par le ministère de l'Air (Défense) où elle est jusqu'en 1964 chargée de la recherche avancée sur les composants électroniques. En 1964, elle entre dans l'entreprise Lignes télégraphiques et téléphoniques (LTT). Elle crée ensuite sa société, la Soredi, devenant une des premières femmes créatrices d'entreprise de l'époque, tout en restant ingénieur-conseil chez LTT jusqu'en 1979.
En 1980, elle prend la direction de l'EPF, fonction qu'elle assure jusqu'en 1994. Elle transforme complètement l'école, l'amenant à un niveau international : passage de la formation à cinq ans en 1984, création d'un département international en 1986, création de la Fondation EPF reconnue d'utilité publique en 1991, première formation bi-diplômante avec l'Allemagne en 1993 et passage à la mixité en 1994.

### Engagement féministe
À la fin des années 1980, Colette Kreder entre au Conseil national des femmes françaises (CNFF) et en devient trésorière. En décembre 1992, elle co-organise à l'Assemblée nationale avec la députée et sociologue Françoise Gaspard une réunion d'information sur la parité pour les organisations féminines et féministes. Plus de quarante-cinq associations assistent à cette rencontre.
Avec Françoise Gaspard et Claude Servan-Schreiber, elle fonde l'association « Action pour la parité » en 1992. Elle organise une rencontre à l'Assemblée nationale pour faire connaître la charte adoptée au congrès européen « Femmes et pouvoir » qui s'est déroulé à Athènes, et intègre l'exigence de parité dans les lieux de décision. En 1993, elle publie avec Françoise Gaspard et Claude Servan-Schreiber la première étude sur les femmes dans les élections, exhibant le faible taux de candidature des femmes au premier tour des élections législatives de la même année avec 19,6 % de femmes, et moins encore dans les partis de gouvernement. Cette information ouvrira le journal télévisé et démarrera la mobilisation des associations féministes face à la place des femmes, 5,6 % sont élues députées, ce qui place la France avant-dernière en Europe.
Le réseau informel « Demain la Parité » lui succède en 1994 et comprend des associations telles que  l'Association française des femmes diplômées des universités, « Elles aussi », l'Action catholique générale féminine, Parité-Infos, les Guides de France, l'Union féminine civique et sociale, l'Union professionnelle féminine, le Conseil européen de l'organisation internationale des femmes sionistes. Ce réseau a pour but de promouvoir la parité en politique et dans les sciences,,. 
Elle organise le 7 avril 1995 le colloque « Présidentielle : les femmes entrent en campagne » pour interpeller les candidats à la présidentielles Jacques Chirac, Édouard Balladur et Lionel Jospin sur les nécessaires évolutions constitutionnelles et législatives pour permettre une meilleure représentation des femmes en politique.
Elle participe à la fondation de l'association Femmes et sciences en 2000, pour favoriser l'attractivité des domaines scientifiques et techniques, favoriser leurs carrières et leur visibilité. La même année, elle publie les statistiques des femmes promues dans les ordres nationaux de la Légion d'honneur et du Mérite et rappelle à Nicolas Sarkozy son engagement pour un meilleure représentation des femmes durant sa campagne. La parité femmes-hommes dans les promotions de ces ordres, et dans les gouvernements nommés est depuis visible.
Le 20 octobre 2022, le quotidien Le Monde a publié une nécrologie qui rend hommage à son action, de même que le site Les Nouvelles News.

## Archives
Les archives de Colette Kreder sont conservées au Centre des archives du féminisme, à l'université d'Angers.

## Distinctions
Colette Kreder est nommée au grade de chevalier de l'ordre national de la Légion d'honneur puis promue au grade d'officier. Elle est faite officier dans l'ordre le 5 novembre 2001 puis promue au titre de commandeur de l'ordre le 31 décembre 2009 au titre de « membre fondatrice d'associations en faveur des femmes ».
Colette Kreder est nommée au grade de chevalier de l'ordre national du Mérite puis promue au grade d'officier. Elle est faite officier dans l'ordre le 13 septembre 2000 puis promue au titre de commandeur de l'ordre le 15 mai 2006 au titre de « ancienne directrice de l'Ecole polytechnique féminine, membre fondatrice d'un réseau d'associations ».